# Іван Вільяр
Іван Вільяр (ісп. Iván Villar; нар. 9 липня 1997) — іспанський галісійський футболіст, воротар клубу «Сельта».

## Ігрова кар'єра
Народився 9 липня 1997 року. Вихованець юнацьких команд футбольних клубів «Рапідо Баїя» і «Сельта».
У дорослому футболі дебютував 2014 року виступами за другу команду «Сельти». За три роки провів свою першу гру за основну команду «Сельти», після чого 2018 року був відданий в оренду до «Леванте», у складі якого так й не дебютував в офіційних матчах.
Повернувшись до «Сельти», продовжив грати за другу команду, а 2019 року був переведений до основної команди у статусі резервного голкіпера. З сезону 2020/21 став основним воротарем клубу.

## Виступи за збірні
Виступав у складі юнацьких збірних Іспанії до 17 та до 19 років. Згодом викликався до молодіжної збірної Іспанії, але так за неї і не дебютував.
У складі Олімпійської збірної Вільяр був учасником футбольного турніру Олімпійських ігор-2020, де іспанці здобули срібні нагороди, втім сам Іван був дублером Унаї Сімона і на поле жодного разу не виходив.
31 травня 2024 року зіграв у товариському матчі збірної Галісії проти Панами, який став першим матчем Галісії за вісім років і завершився поразкою 0:2.

## Титули і досягнення
- Срібний олімпійський призер (1): 2020